# مولر ضد أوريغون
مولر ضد ولاية أوريغون، 208 الولايات المتحدة 412 (1908)، كان قرارا تاريخيا من قبل المحكمة العليا في الولايات المتحدة. كانت المرأة توفر لها ولاية الدولة ساعات عمل أقل من المخصصة للرجل. والسؤال المطروح هو ما إذا كان ينبغي أن تكون حرية المرأة في التفاوض على عقد مع رب عمل مساوية لحرية الرجل. ولم يعترف القانون بالتمييز القائم على أساس الجنس في عام 1908؛ بل إنه لم يعترف بالتمييز القائم على أساس الجنس في عام 1908؛ بل إنه لم يعترف بالتمييز القائم على أساس الجنس. لم يتم التعرف عليه حتى قضية ريد ضد. ريد في عام 1971؛ وهنا، لم يكن الاختبار بموجب شرط الحماية المتساوية، بل كان اختبارا يستند إلى سلطات الشرطة العامة للدولة لحماية رفاه المرأة عندما ينتهك حقها الأساسي في التفاوض على العقود؛ 20 - وقال إن عدم المساواة ليس عاملا حاسما لأن الجنسين يختلفان في أحوالهما الخاصة، وأن لوظائفهما وظائف مختلفة تماما؛ بل إن الفوارق بين الجنسين لا يمكن أن تكون كذلك. وقد تقرر أن استخدام قوانين العمل التي تم سنها لرعاية رفاهية المرأة و«لصالح الجميع» لا يشكل انتهاكا لبند العقد في الدستور.
وتصف القضية المرأة بأنها تعتمد على الرجل بطريقة تحتاج فيها المرأة إلى أن تحافظ الدولة على حقوقها؛ وكانت «حقوقهم» سارية المفعول، في أن يكون لهم أدوار جنسانية للأمهات، ولكن مرة أخرى إلى فقدان بعض حرياتهم التعاقدية. وفيما يلي اقتباسات القرار:
«المرأة كانت دائما تعتمد على الرجل»
«في النضال من أجل الكفاف انها ليست منافسا على قدم المساواة مع شقيقها.»
«رغم أن التشريعات قد تحذف القيود المفروضة على الحقوق الشخصية والتعاقدية، فإن هناك ما يتعارض مع تأكيدها الكامل لتلك الحقوق».
«إن هيكلها المادي والتفريغ السليم لوظائفها الأمومية - نظرا ليس فقط لصحتها، بل لرفاهية العرق - يبرران تشريعا لحمايتها من جشع الإنسان وشغفه».
«إن القيود التي يفرضها هذا القانون على سلطاتها التعاقدية، وعلى حقها في الاتفاق مع صاحب عملها فيما يتعلق بالوقت الذي ستشغل فيه، لا تفرض لصالحها وحدها، بل أيضا لصالح الجميع إلى حد كبير».
كان للحكم آثار مهمة على تشريعات العمل الوقائية وتقرر بعد ثلاث سنوات فقط من قضية Lochner v. نيويورك، حيث تم إبطال قانون نيويورك الذي يقيد ساعات العمل الأسبوعية للخبازين في الولاية.

## خلفية
أدين كيرت مولر، صاحب شركة غسيل الملابس، بانتهاك قوانين العمل في ولاية أوريغون من خلال جعل موظفة تعمل أكثر من عشر ساعات في يوم واحد. تم تغريم مولر 10 دولارات. استأنف مولر الحكم أمام المحكمة العليا في ولاية أوريغون ثم أمام المحكمة العليا الأميركية، وكلاهما أيد دستورية قانون العمل وأكد إدانته.

## الحكم
وفي رأي القاضي ديفيد جوزيا بروير بالإجماع، أيدت المحكمة لائحة ولاية أوريغون. ولم تنقض المحكمة قضية لوشنر، بل ميزتها على أساس «الفرق بين الجنسين». 10 - وقالت إن علم وظائف الأعضاء الذي ينتسل منه الطفل والدور الاجتماعي للمرأة يوفران اهتماما قويا من جانب الدولة بتخفيض ساعات عملهن.
والهيكل البدني لتلك المرأة وأداء وظائفها الأمومية يضعانها في وضع غير مؤات في الكفاح من أجل الكفاف واضحان. ويصدق هذا بصفة خاصة عندما تقع أعباء الأمومة عليها. حتى عندما لا تكون كذلك، من خلال شهادة وفيرة على استمرار الأخوة الطبية لفترة طويلة على قدميها في العمل، وتكرار ذلك من يوم لآخر، يميل إلى آثار ضارة على الجسم، وبما أن الأمهات الأصحاء ضروريات للذرية القوية، فإن الرفاه البدني للمرأة يصبح موضوعا للمصلحة العامة والرعاية من أجل الحفاظ على قوة ونشاط السباق.208 الولايات المتحدة في 412.
"عندما تم الطعن في دستورية قانون ولاية أوريغون لمدة عشر ساعات للمرأة، ألزمت فلورنس كيلي الرابطة الوطنية للمستهلكين بالدفاع عنها[ هكذا]. وكما أوضحت كاثرين كيش سكلار، أعدت مديرة الأبحاث في NCL، جوزفين غولدمارك، موجزا فاصلا، تألفت صفحتان فقط من المنطق القانوني التجريدي التقليدي، وقدمت أكثر من 100 صفحة أدلة اجتماعية. وقد دافع صهرها، قاضي المحكمة العليا المقبل لويس د. برانديز، عن القضية أمام المحكمة العليا الأميركية. وسوف يعرف ابتكار غولدمارك وبرانديز باسم "موجز برانديز"، وسوف يتم تصميم العديد من الملخصات الأخرى في وقت لاحق على غراره. تمكنت غولدمارك وفريقها من تجميع 98 صفحة من أصل 118 صفحة من الموجز، مما يعني أن الكثير من الفضل في الموجز يعود إليها.

## أهمية القضية
وفازت جماعات مثل الرابطة الوطنية للمستهلكين (التي ضمت فلورنس كيلي وجوزفين غولدمارك كمناصرات للمساواة بين الجنسين) والولاية بساعات أقصر للنساء. ومع ذلك، عارضت العديد من الناشطات النسويات المتساويات الحقوق الحكم، لأنه يسمح بالقوانين القائمة على الأدوار النمطية للجنسين التي تقيد حقوق المرأة والاستقلال المالي. وفي حين أنها توفر الحماية من ساعات طويلة للنساء البيض، فإنها لا تمتد إلى النساء الملونات، ومصنعي الأغذية، والعمال الزراعيين، والنساء اللاتي يعملن في وظائف ذوي الياقات البيضاء. وتفوق اهتمام الحكومة بالرعاية العامة حرية التعاقد المعروضة في التعديل الرابع عشر وآثار قضية مولر ضد. ولاية أوريغون لم تتغير حتى أيام الصفقة الجديدة في 1930s. كما أنه كان نقطة تحول في تطوير الإصلاحات الأمومية.
وعلاوة على ذلك، أيدت القضية تعريفا للمرأة في المجتمع كان وفقا لجوان هوف "تقليديا وتقييدا للغاية". في حين أن العديد من الانتقادات لمولر جاءت من قبل العلماء في العقود اللاحقة كان هناك بعض النقاد في وقت صدور حكمها. وكان أحد هؤلاء الناقدين من أنصار حق الاقتراع ورئيس تحرير صحيفة تريبيون كلارا كولبي النسائية في مدينة روز، الذي قبل عامين من البت في القضية قائلا: إن الموضوع برمته صعب للغاية وكان من الأفضل أن يترك لتقدير المرأة فيما يتعلق بما هو ضروري ومرغوب فيه. وليس للدولة الحق في أن تضع أي إعاقة على المرأة كفرد، وإذا كانت تفعل ذلك كأم، فعليها أن تمنحها معاش أمومة يميل إلى تهيئة الظروف ويكون أفضل للأسرة".
وانتقد الحكم لأنه يشكل سابقة لاستخدام الاختلافات بين الجنسين، ولا سيما قدرة المرأة على الإنجاب، كأساس لتشريع منفصل، يدعم فكرة أن الأسرة لها الأولوية على حقوق المرأة بوصفها عاملة. وعارضت العلماء النسويات مثل أليس كيسلر هاريس الحكم باعتباره «هجوما على النساء كعمال» متخفيات في قوانين العمل الإيثارية. واعترف كيسلر هاريس بالدوافع المثيرة للإعجاب لقوانين العمل الحمائية في تلك الفترة، ولكنه لاحظ أيضا أن قضية مولر لا توفر مبررا لتنظيم المرأة فحسب، بل ربما منعها من العمل بصفات معينة.
«حتى أواخر الثلاثينات، عندما أنشأ قانون معايير العمل العادلة تدابير حماية محايدة جنسانيا في مكان العمل، كان تعديل المساواة في الحقوق الذي أيدته وزارة العمل الوطنية سيهدم المكاسب التي حققتها العاملات في مولر. واستمر هذا النزاع بين النسويات اللواتي يقدرن الحماية والمناصرات للمساواة حتى اكتسبت المجموعة الأخيرة اليد العليا في السبعينيات».